# 荫生冷水花
荫生冷水花（学名：Pilea umbrosa），为荨麻科冷水花属下的一个植物种。